# L.H.O.O.Q.
L.H.O.O.Q. (franskt uttal: [el aʃ o o ky]) är en readymade av Marcel Duchamp.
Marcel Duchamp gjorde den första L.H.O.O.Q. 1919. Han kallade den en "assisted readymade", det vill säga ett massfabricerat föremål med ett begränsat tillägg av en konstnär. L.H.O.O.Q. var ett vanligt vykort med en reproduktion av Leonardo da Vincis Mona Lisa, på vilket Marcel Duchamp hade ritat på en mustasch och ett skägg med blyerts samt skrivit på en titel. 
Titeln L.H.O.O.Q. är en ordvits. Bokstäverna uttalade på franska låter som  "Elle a chaud au cul", "Hon är het i rumpan" eller "Hon har eld i skötet", alltså en vulgär fras för att beskriva en kvinnas sexuella rastlöshet.  
Marcel Duchamp gjorde flera versioner av L.H.O.O.Q. i olika storlekar och i olika material, under loppet av sin karriär. En version utan påritad mustasch eller skägg kallas 'L.H.O.O.Q. rasée. 
Den amerikanska skulptören Rhonda Roland Shearer (född 1954) ansåg sig 1997 kunna belägga att det som synes ha varit en reproduktion av Mona Lisa i själva verket var en manipulerad bild som också innehöll drag av Marcel Duchamps egna ansikte.

## Versioner
- 1919 – Privat samling, Paris, utlånad till Musée National d'Art Moderne, Centre Georges Pompidou, Paris.
- 1920 – Okänt öde.
- 1930 – Replik i stort format, privat samling i Paris.
- 1940 – Replik i färg, stulen 1981 och ej återfunnen.
- 1958 – Antoni Tàpies samling i Barcelona.
- 1960 – Olja på träpanel, Dorothea Tannings samling i New York.
- 1964 – 38 repliker gjorda för att biläggas en begränsad edition av Pierre de Massots bok Marcel Duchamp, propos et souvenirs, utgiven av Arturo Schwarz i Milano.
- 1965 – L.H.O.O.Q. Shaved, ett spelkort med en reproduktion av Mona Lisa med enbart påskriften "LHOOQ rasée".

## Andra verk på samma tema

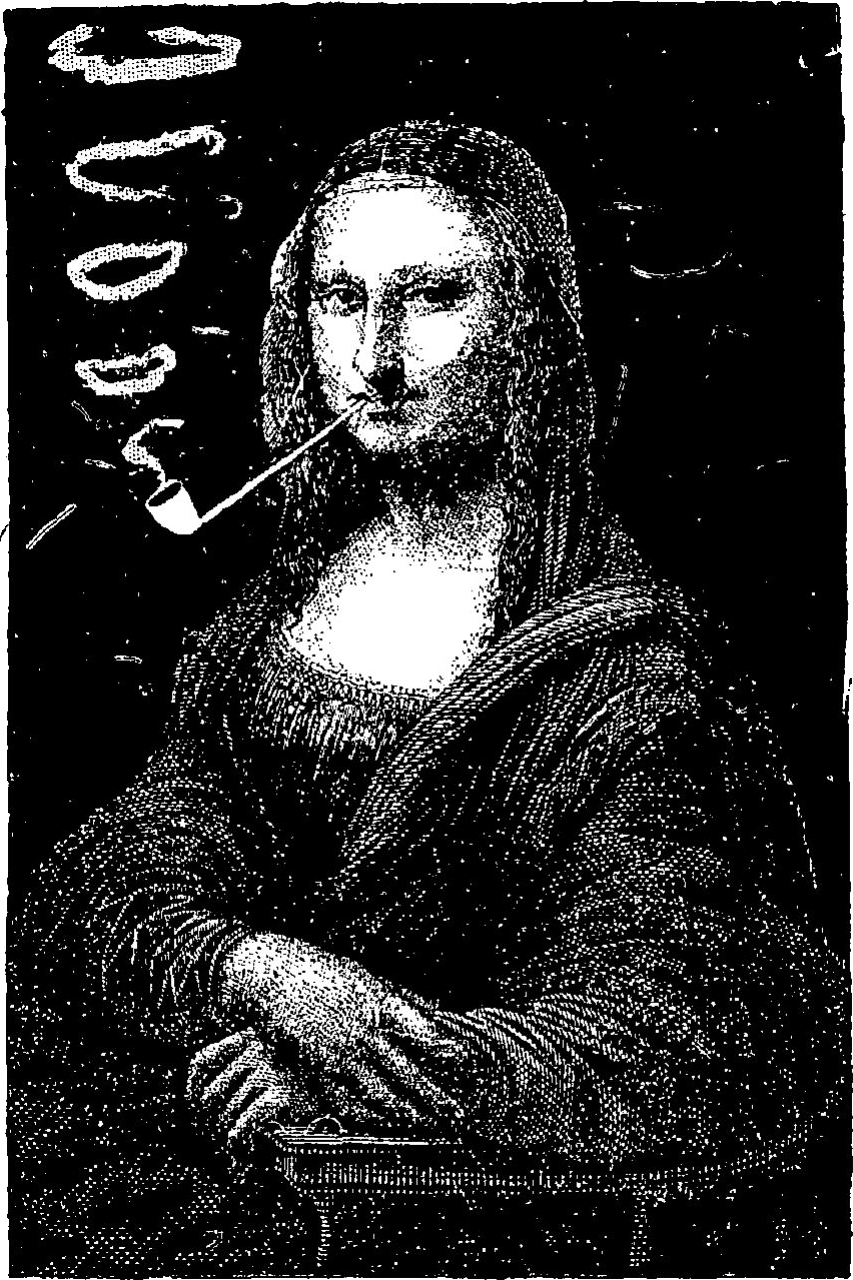
Eugene Batailles Mona Lisa fumant le pipe från omkring 1887.

Marcel Duchamp var inte den förste som hade utnyttjat Leonardo da Vincis Mona Lisa som utgångspunkt för ett derivativt konstverk.
Illustratören Eugène Bataille, signaturen Sapeck (1854-91), skapade till exempel en känd variant av Mona Lisa rökande en pipa, Mona Lisa fumant la pipe, som publicerades 1887 i den satiriska tidskriften Le Rire.
Efter Marcel Duchamp har flera konstnärer gjort olika varianter på temat L.H.O.O.Q..